# 6月17日
6月17日是公历一年中的第168天（闰年第169天），离全年结束还有197天。

## 大事记

### 19世紀以前
- 1397年：卡爾馬聯合形成：丹麦统治冰岛、芬兰、挪威、瑞典四国走向合法化。
- 1462年：瓦拉几亚大公弗拉德三世率领军队夜袭奥斯曼帝国的军营，试图刺杀其皇帝穆罕默德二世。
- 1528年：（明世宗嘉靖七年六月辛丑）《明伦大典》修成。世宗亲自为之序。宣示史馆，刊布天下。
- 1565年：永祿之變：日本室町幕府第13任將軍足利義輝被松永久秀襲擊身亡。
- 1582年：教宗額我略十三世正式颁行格里历，以取代儒略历，並將本是為6月4日（星期三）改為6月17日（星期四）。
- 1631年：蒙兀兒王朝皇帝沙賈汗的妻子慕塔芝·瑪哈難產而死，沙賈汗花了17年建造了她的陵墓——泰姬瑪哈陵。
- 1775年：在美国独立战争中，英国军队向波士顿邦克山的民兵发动进攻。
- 1789年：法國第三階級成立國民議會。
- 1794年：英屬科西嘉王國成立。

### 19世紀
- 1839年：夏威夷王國國王卡美哈梅哈三世發布宗教寬容令，使得天主教徒得以在夏威夷群島進行禮拜。隨後，天主教檀香山教區及和平之后聖殿主教座堂也因此建立。
- 1861年：南北戰爭：維也納之役 (維吉尼亞州)。
- 1863年：南北戰爭：蓋茨堡戰役的奧迪之役。
- 1876年：北美印地安戰爭：罗斯巴德战役。
- 1877年：北美印地安戰爭：怀特伯德峡谷战役。
- 1885年：由法國雕塑家弗雷德里克·巴托爾迪創作的作品自由女神像自法國運抵美國紐約。
- 1895年：日本首任台灣總督樺山資紀於台北舉行始政式。
- 1900年：由英国、法国等国组成的八国联军攻陷中国天津的大沽炮台。

### 20世紀
- 1902年：《大公报》在天津问世，英斂之任社长。
- 1915年：奥斯曼土耳其屠杀大批亚美尼亚人。
- 1940年：法国新总理贝当元帅发表广播讲话，宣布已经向德国探询停战条件，宣称“必须停止这场战斗”。
- 1940年：英國郵輪蘭開斯特里亞號在法國聖納澤爾外海遭到納粹德國轟炸機擊沉，造成至少4,000人死亡。
- 1944年：冰岛王国宣布结束丹麦国王克里斯蒂安十世的法理统治，并建立冰岛共和国。
- 1944年：侵华的日本军队第三次进攻长沙。
- 1947年：缅甸制宪会议通过一项决议：要求成立命名为“缅甸联邦”的独立自主共和国。
- 1953年：冷战对东德的經濟压力造成东柏林爆发反共运动，遭到苏军驻德集群与德国人民警察镇压。
- 1967年：中国在新疆罗布泊进行了首枚氢弹的空投试爆，爆炸当量330万吨TNT。
- 1971年：美日簽定《琉球協定》，议定将把琉球群岛的主权移交给日本。
- 1972年：美国共和党人员潜入华盛顿哥伦比亚特区水门综合大厦的民主党办公室时被捕，水门案爆发。
- 1980年：中国生物学家彭加木在新疆罗布泊进行科学考察时因独自去寻找水源而失踪。
- 1981年：香港國泰航空公司地勤人員罷工。
- 1985年：探索頻道開始播放。[1]
- 1991年：南非白人國會通過結束種族隔離政策。
- 1994年：1994年世界盃足球賽在美國開幕。
- 1994年：在经过高速公路上的长途追逐和自杀未遂之后，橄榄球明星辛普森因涉嫌杀前妻及妻子男友而被捕。

### 21世紀
- 2011年：联合国人权理事会在日内瓦以23票赞成、19票反对和3票弃权通过了关于性倾向和性别身份的人权决议，这是联合国人权理事会或联合国大会历史上第一次投票通过同性恋人士权益的决议。
- 2012年：安东尼斯·萨马拉斯率领的新民主党在希腊议会选举中赢得议会多数席位。
- 2015年：馬來西亞最大在反對黨聯盟民聯因在伊斯蘭刑事法課題上得不到共識因而解散。
- 2021年：香港警務處國家安全處再次以涉嫌觸犯《維護國家安全法》中勾結外部勢力危害國家安全相關罪名採取第二次執法行動。行動中拘捕5名壹傳媒董事、再次搜查壹傳媒集團大樓及凍結三間公司合共1,800萬元資產。[2]
- 2021年：神舟十二号载人飞船于酒泉卫星发射中心发射升空[3]，成功与在轨天和号核心舱对接，开始天宫号空间站的首次载人任务[4][5][6][7]。
- 2022年，中國第三艘航空母舰下水，並命名為福建艦，此軍艦亦將成為全世界及中國第一艘電磁彈射器常規航空母艦。

## 出生
- 1239年：愛德華一世，英格蘭國王（1307年逝世）
- 1682年：卡爾十二世，瑞典國王，被稱為「18世紀初的小拿破崙」（1718年逝世）
- 1703年：約翰·衛斯理，英國國教神職人員、基督教神學家，衛理宗的創始者（1791年逝世）
- 1767年：彼得·弗里德里希·羅廷，德國軟體動物學家（1846年逝世）
- 1772年：馬丁·施萊廷格，德國牧師、圖書館員（1851年逝世）
- 1800年：威廉·帕森思，第三代羅斯伯爵，愛爾蘭天文學家（1867年逝世）
- 1802年：赫爾曼·邁爾·薩洛蒙·戈爾德施密特，德國天文學家（1866年逝世）
- 1818年：夏爾·古諾，法國作曲家（1893年逝世）
- 1832年：威廉·克魯克斯，英國物理學家、化學家（1919年逝世）
- 1837年：亞歷山大·斯基恩，英國裔美國婦科醫生（1900年逝世）
- 1880年：安德烈·德蘭，法國畫家，野獸派創始人之一（1954年逝世）
- 1882年：，俄國音乐家、作曲家、指挥家（1971年逝世）
- 1888年：海因茨·古德里安，德國陆軍大将，“闪击战之父”（1954年逝世）
- 1898年：莫里茲·柯尼利斯·艾雪，荷蘭版畫家。其畫作帶有強烈數學性（1972年逝世）
- 1920年：方斯華·賈克柏，法國生物學家（2013年逝世）
- 1920年：原節子，日本女演員（2015年逝世）
- 1929年：提格蘭·彼得羅相，蘇聯西洋棋棋手（1984年逝世）
- 1931年：楊少華，中國相聲演員（2025年逝世）
- 1936年：肯·洛區，英國導演
- 1939年：加藤紘一，日本众议院议員（2016年逝世）
- 1940年：喬治·亞瑟·阿克洛夫，美國經濟學家，2001年諾貝爾經濟學獎得主
- 1942年：石英，台灣男演員（2024年逝世）
- 1943年：詹姆斯·勒德洛·埃利奧特，美國天文學家（2011年逝世）
- 1943年：伯特·魯坦，美國航空工程師
- 1950年：盧曼華，華裔英國政治人物（2024年逝世）
- 1950年：吳光訓，台灣政治人物
- 1951年：涂醒哲，台灣政治人物
- 1951年：岡田元也，日本企業家，AEON百貨社長
- 1957年：韓國瑜，台灣政治人物
- 1959年：矢尾一樹，日本男性聲優
- 1959年：托馬斯·哈登·丘奇，美國演員、編劇、導演
- 1960年：林奎佑，臺灣漫畫家、政論名嘴（2024年逝世）
- 1961年：山寺宏一，日本男性聲優
- 1961年：李漢偉，韓國男演員
- 1963年：格雷戈·金尼爾，美國演員
- 1964年：韋綺姗，香港女演員、歌手
- 1965年：名越稔洋，日本遊戲製作人
- 1965年：滿田拓也，日本漫畫家，代表作《棒球大聯盟》
- 1969年：仲村佳樹，日本女性漫畫家
- 1973年：僅雯，台湾歌手、演员、錦繡二重唱成員
- 1976年：趙子琪，中國大陸節目主持人、演員
- 1978年：簡慧榆，香港見習女騎師（1999年逝世）
- 1978年：郭岱詠，台灣棒球選手
- 1978年：麻生久美子，日本女藝人
- 1978年：内柴正人，日本柔道運動員。
- 1979年：勇敢兄弟，韓國音樂製作人，Brave Entertainment創立人
- 1979年：法蘭克·穆吉沙，烏干達LGBT權利運動者
- 1980年：大威廉絲，美國職業網球運動員
- 1981年：麥雅緻，香港主持人
- 1982年：朱迪·惠特克，英國女演員
- 1982年：阿歷士·洛里高·迪亞士·達哥斯達，巴西足球選手
- 1983年：二宮和也，日本男子偶像團體嵐成員
- 1983年：風間俊介，日本演員
- 1984年：麥可·里安達，美國卡通畫家、導演、編劇、配音員
- 1985年：馬科斯·巴格達蒂斯，賽普勒斯網球運動員
- 1986年：麗莎·希頓，印度女藝人
- 1986年：海倫·格洛弗，英國女子賽艇運動員
- 1986年：阿爾弗雷多·德斯潘耶，古巴職業棒球運動員
- 1986年：埃德爾·比特，亞美尼亞足球運動員
- 1987年：辻希美，日本歌手，前早安少女組成員
- 1987年：肯德里克·拉馬爾，美國饒舌歌手
- 1988年：史蒂芬妮·賴斯，澳洲女子游泳運動員
- 1988年：馬天佑，香港男歌手
- 1989年：李竺芯，臺灣女歌手
- 1990年：喬丹·亨德森，英格兰足球運動員
- 1990年：阿倫·迪沙哥夫，俄罗斯足球運動員
- 1990年：瀚思勒·帕克門特，牙買加男子田徑運動員
- 1991年：波瑠，日本女演員
- 1991年：菊池雄星，日本職業棒球運動員
- 1992年：崔天琪，中國大陸女歌手
- 1992年：山口龍之介，日本男性聲優
- 1994年：岡山天音，日本男演員
- 1994年：春瀨夏美，日本女性聲優
- 1995年：森川葵，日本女演員
- 1999年：伊莲娜·莱巴金娜，俄羅斯裔哈薩克網球運動員
- 2003年：塔妮娜·馬邁里，阿爾及利亞女子羽球運動員
- 2004年：鈴木福，日本童星
- 生年不詳：內田修一，日本男性聲優
- 生年不詳：久住琳，日本女性聲優

## 逝世
- 811年：坂上田村麻呂，日本奈良時代武官（758年出生）
- 850年：橘嘉智子，日本嵯峨天皇的皇后（786年出生）
- 1025年：波列斯瓦夫一世，第一位波兰国王（967年出生）
- 1565年：足利義輝，日本室町幕府第13代征夷大將軍（1536年出生）
- 1565年：進士晴舍，日本戰國時代武將（生年不詳）
- 1664年：錢謙益，明末清初學者、詩人（1582年出生）
- 1631年：姬蔓·芭奴，莫卧儿帝国皇后（1593年出生）
- 1696年：揚三世·索別斯基，波蘭國王、立陶宛大公（1629年出生）
- 1719年：約瑟夫·艾迪生， 英國散文家、詩人、劇作家以及政治家。（1672年出生）
- 1734年：克洛德·路易·埃克托尔·德·维拉尔，法國國王路易十四的主要將領之一，戰功最卓著的法國元帥（1653年出生）
- 1815年：路易-米歇爾·勒托爾，法國將軍（1773年出生）
- 1830年：威廉·哈考特，英國貴族、英國陸軍元帥，第三代哈考特伯爵（1743年出生）
- 1839年：威廉·本廷克勳爵，英國駐馬德拉斯（實際上即印度）總督、英國樞密院顧問（1774年出生）
- 1858年：詹西王后，馬拉他統治下詹西土邦的王后，印度民族起義的領導人物，反抗英國殖民統治的象徵（1835年出生）
- 1930年：阮太學，越南革命家（1902年出生）
- 1940年：阿瑟·哈登，英國生物化學家（1865年出生）
- 1952年：廖俠懷，香港演員（1903年出生）
- 1952年：傑克·帕森斯，美國火箭工程師、化學家、發明家、神秘學家（1914年出生）
- 1959年：陈璧君，中華民国官员，汪精衛夫人（1891年出生）
- 1962年：冷楚，中華人民共和國政治人物（1899年出生）
- 1963年：艾倫·布魯克，英國陸軍元帥（1883年出生）
- 1971年：唐炳源，香港實業家、政治家（1898年出生）
- 1991年：張克東，台灣企業家（1932年出生）
- 1996年：湯瑪斯·孔恩，美國科學史家、科學哲學家，代表作為《哥白尼革命》和《科學革命的結構》（1922年出生）
- 2001年：唐納德·克拉姆，美國有機化學家，1987年諾貝爾化學獎得主（1919年出生）
- 2002年：弗里茨·瓦爾特，德國足球運動員（1920年出生）
- 2008年：賽德·查里斯，美國演員（1922年出生）
- 2008年：宮崎勤，日本連環殺手（1962年出生）
- 2008年:徐浪，中国拉力赛车手(1976年出生)
- 2009年：拉爾夫·達倫多夫，英國社會學家、哲學家、政治學家，衝突理論的代表之一（1929年出生）
- 2012年：羅德尼·金，非裔美國人，因超速拒捕襲警，遭到白人警察暴力制服，從而引發1992年洛杉磯暴動（1965年出生）
- 2012年:  陳廷驊，香港企业家(1923年出生)
- 2015年：傑拉琳·塔利，美國超級人瑞（1899年出生）
- 2015年：苏莱曼·德米雷尔，土耳其政治人物，7次出任土耳其總理，1993年任第9任土耳其總統（1924年出生）
- 2016年：王思潮，中國學者、行星天文學家、UFO專家（1937年出生）[8]
- 2018年：約翰·W·皮利，美國行為心理學家（1928年出生）
- 2019年：穆罕默德·穆尔西，埃及工程師、政治家，第5任埃及总统（1951年出生）
- 2020年：珍妮·肯尼迪·史密斯，美国第35任总统约翰·肯尼迪的妹妹(1928年出生)
- 2021年：許淵沖，中國翻譯家（1921年出生）
- 2021年：肯尼思·卡翁達，尚比亞政治人物，首任尚比亞總統（1924年出生）
- 2022年：尚-路易·特罕狄釀，法國男演員、編劇、導演（1930年出生）
- 2022年：楊秀卿，臺灣說唱（唸歌仔）表演藝術家（1935年出生）
- 2023年：迈克尔·霍普金斯，英國建築師（1935年出生）
- 2024年：李岳生，中國數學家（1930年出生）
- 2025年：阿尔弗雷德·布伦德尔，奥地利钢琴家（1931年出生）

## 节假日和习俗
- 世界鱷魚日
- 世界防治荒漠化和干旱日
- 冰島獨立日
- 薩爾瓦多、 ：父親節
- 德國人民紀念日